# Giridih
Giridih là một thành phố và khu đô thị của quận Giridih thuộc bang Jharkhand, Ấn Độ.

## Địa lý
Giridih có vị trí 24°11′B 86°18′Đ / 24,18°B 86,3°Đ Nó có độ cao trung bình là 289 mét (948 feet).

## Nhân khẩu
Theo điều tra dân số năm 2001 của Ấn Độ, Giridih có dân số 98.569 người. Phái nam chiếm 53% tổng số dân và phái nữ chiếm 47%. Giridih có tỷ lệ 69% biết đọc biết viết, cao hơn tỷ lệ trung bình toàn quốc là 59,5%: tỷ lệ cho phái nam là 74%, và tỷ lệ cho phái nữ là 63%. Tại Giridih, 15% dân số nhỏ hơn 6 tuổi.